# Кобук (река)
Кобу́к (англ. Kobuk River) — река на северо-западе штата Аляска, США. Составляет около 451 км в длину; площадь бассейна — 31 850 км². Средний расход воды — 283 м³/с.

## Гидроним
Инуитское название реки переводится как «большая река». Название «Kowuk» впервые записано в 1850 году Джоном Симпсоном. В 1883—1886 годах лейтенант Г. М. Стоуни записал местное название «Ku-buck», но отметил, что следует реку назвать «Путнэм» в честь пропавшего в море офицера Чарльза Флинта Путнэма. Иван Петров во время своего исследовательского путешествия в 1880 году отмечал реку как «Kooak»; лейтенант Генри Т. Аллен записал коюконские названия «Holooatna» и «Holoatna».

## Описание
Река берёт начало вытекая из озера Уокер, однако её верховья находятся к востоку от озера, в горах Эндикотт, на территории национального парка Гейтс-оф-те-Арктик. В верхнем течении течёт на юг, прорезая в горах глубокий каньон, а затем поворачивает на запад и течёт вдоль южного склона хребта Брукса по широкой заболоченной долине. При впадении в бухту Хотам залива Коцебу Чукотского моря примерно в 48 км к юго-востоку от города Коцебу река образует широкую дельту.
Река Кобук скована льдом 6 месяцев в году. В среднем течении реки расположен национальный парк Кобук-Валли. На берегах реки находятся города Амблер, Шангнак и Кайана.